# Pseudomyrmex rufiventris
Pseudomyrmex rufiventris is een mierensoort uit de onderfamilie van de Pseudomyrmecinae. De wetenschappelijke naam van de soort is voor het eerst geldig gepubliceerd in 1911 door Forel.